# Eris (mythologie)
Eris (Oudgrieks Ἔρις) of Discordia (Lat.) is een figuur uit de Griekse mythologie, de godin van de twist en tweedracht. In de Ilias van Homerus wordt zij gelijkgesteld aan Enyo, een dochter van Zeus en Hera. In andere verhalen verschijnt zij echter samen met Enyo en zijn de twee dus niet identiek. Volgens Hesiodos was Eris een dochter van Nyx, de oergodin van de nacht. In andere mythes wordt ze ook wel beschouwd als de tweelingzus van Ares, de God van de oorlog.

## Trojaanse oorlog
Haar bekendste optreden is wellicht in de Ilias, waar ze de oorzaak is van de Trojaanse Oorlog. Woedend als enige ongenode godheid verschijnt ze plots op het huwelijksfeest van Peleus en Thetis en werpt een gouden appel met het opschrift "Voor de mooiste" in de menigte. Tweedracht is dan geboren onder de ijdele godinnen. Hera, Athena en Aphrodite eisen de appel op en vragen uiteindelijk een sterveling, Paris, zoon van de Trojaanse koning Priamos, te oordelen over de schoonheid van de godinnen. Hera tracht hem om te kopen met rijkdom en macht, Athena met oneindige wijsheid en Aphrodite belooft hem de mooiste vrouw op aarde. Daarop verklaart Paris Aphrodite tot de mooiste godin van het drietal en zij ontvangt de gouden appel, die sindsdien haar vaste attribuut is.
Paris' prijs, de mooiste vrouw op aarde, bleek Helena, vrouw van de Spartaanse koning Menelaos. Paris reist naar Sparta en schaakt met behulp van Aphrodite de schone Helena. Deze daad is de aanleiding voor de Trojaanse oorlog.